# Mensonges (film, 1946)
Pour plus de détails, voir Fiche technique et Distribution.
Mensonges est un film français réalisé par Jean Stelli  en 1945, sorti en 1946.

## Fiche technique
- Titre original : Mensonges
- Titre alternatif : Histoires de femmes ou La sacrifiée
- Réalisateur : Jean Stelli
- Scénario : Françoise Giroud
- Musique : René Sylviano
- Photographie : René Gaveau
- Montage : Andrée Danis
- Décors : Jacques Colombier
- Société de production : Jason Films
- Format : Son mono - Noir et blanc - 35 mm  - 1,37:1
- Genre : Film dramatique
- Durée : 90 minutes
- Date de sortie : France : 25 juillet 1946
- Visa d'exploitation : 4134
- Affiche : Henri Cerutti (France)

## Distribution
- Gaby Morlay : Marie Leroux, la femme d'un médecin séduite par un homme à femmes
- Jean Marchat : Olivier Dumas-Beaulieu, un fabricant d'armes et homme à femmes, son séducteur
- Jacqueline Porel : Corinne Martinage, sa fiancée, enceinte de ses œuvres
- René Blancard : Joseph, le chauffeur d'Olivier
- Henri Nassiet : le docteur Charles Leroux, un médecin dévoué, le mari de Marie
- Catherine Damet : Agnès Leroux à 18 ans, la fille de Charles et de Marie
- Claude Nollier : la femme qui s'en va
- Mona Dol : la directrice du pensionnat
- Cécilia Paroldi : Juliette
- Sylvette Saugé : Joséphine
- Yvonne Rozille : Madame Dumontel
- Yvonne Claudie
- Suzanne Talba
- Dominique Nohain : Maxime Martinage à 23 ans
- Robert Demorget : Maxime Martinage à 13 ans
- Philippe Olive : Henri
- Nicolas Amato
- Jean Berton : l'avocat de Marie
- Georges Paulais : le pharmacien
- Albert Michel : le greffier de la prison
- Jacques Muller
- André Marnay

## Production
Une partie du film est tournée à Perpignan (Pyrénées-Orientales), notamment pour des scènes d'extérieur.